# Birger jarl (tidning)
Birger jarl var en tidning i Stockholm med utgivningsperiod från 7 januari 1904 till 24 december 1920. Tidningen hade ett utgivningsuppehåll från 29 september 1905 till 4 juli 1906. Tidningens fullständig titel var Birger jarl, vägvisare i Stockholm till 1916 då  den blev Birger jarl, vägvisare i Stockholm och landsorten

## Redaktion
Redaktionen låg i Stockholm hela tiden med Viktor Lundin som redaktör också hela utgivningen. Han var också ansvarig utgivare från 2 november 1903 till 1 februari 1906. Hans fru blev sedan ansvarig utgivare till 24 april 1910 innan Lily Sofia Lundin tog över till 1920. Tidningen kom ut en dag i veckan 1904 till 1906 torsdagar sedan lördagar till 1920. Tidningen var i dagstidningsfor Sofmat och var en annonstidning för turister. Tidningens periodisk bilaga kom ut oregelbundet med allmänt innehåll på olika dagar. Tidningen kostade 1 krona 20 öre 1904-1906 i prenumeration, sedan delades den ut gratis men vissa nummer kostade 10 öre.

## Tryckning
Tidningen trycktes bara med antikva, med enbart trycksvärta. Satsytan var 1904 liten 32 x 22 cm och sedan 1907-1920  53 x 37,5 cm. 1905 hade tidningen 8 sidor men minskade sedan till fyra utom 1915 då vissa nummer hade 6 sidor. Upplagan 1904 10000 exemplar och sedan 1908  och  1910  6000  exemplar. Tryckeri framgår av tabell.
| Period                 | Tryckeri                         | Ort       |
| 1904-01-07--1904-12-29 | K. A Holmqvists boktryckeri      | Stockholm |
| 1905-01-05--1905-09-28 | Holmqvists boktryckeriaktiebolag | Stockholm |
| 1905-09-29--1906-07-04 | ingen uppgift                    |           |
| 1906-07-05--1915-04-24 | Axel Wallén & c:o boktryckeri    | Stockholm |
| 1915-05-01--1920-12-24 | Norrmalms-tryckeriet             | Stockholm |